# Woodman (Town)
Die Town of Woodman ist eine von 33 Towns im Grant County im US-amerikanischen Bundesstaat Wisconsin. Im Jahr 2010 hatte die Town of Woodman 185 Einwohner.
Town hat in Wisconsin eine grundlegend andere Bedeutung, als im übrigen englischsprachigen Bereich. Vielmehr entspricht sie den in den anderen US-Bundesstaaten üblichen Townships, die nach dem County die nächstkleinere Verwaltungseinheit bilden.

## Geografie
Die Town of Woodman liegt im Südwesten Wisconsins, am Südufer des Wisconsin River, einem linken Nebenfluss des die Grenze zu Iowa bildenden Mississippi. Die Town umschließt vollständig die selbstständige Gemeinde Woodman, ohne dass diese der Town angehört. Die Grenze zu Illinois befindet sich rund 80 km südlich.
Die Koordinaten der geografischen Mitte der Town of Woodman sind 43°03′09″ nördlicher Breite und 90°50′13″ westlicher Länge. Sie erstreckt sich über eine Fläche von 71,2 km², die sich auf 69,2 km² Land- und 2 km² Wasserfläche verteilen.
Die Town of Woodman liegt im Norden des Grant County und grenzt an folgende Nachbartowns:
| Town of Wauzeka (Crawford County) | Town of Marietta (Crawford County)          |                   |
| Town of Millville                 | Kompassrose, die auf Nachbargemeinden zeigt | Town of Marion    |
|                                   | Town of Mount Hope                          | Town of Mount Ida |

## Verkehr
Der Wisconsin State Highway 133 sowie die County Highways C, K und Z verlaufen durch die Town of Woodman. Alle weiteren Straßen sind untergeordnete Landstraßen oder  teils unbefestigte Fahrwege.
Entlang des Wisconsin River verläuft für den Frachtverkehr eine Eisenbahnlinie der Wisconsin and Southern Railroad, die vom Mississippi nach Madison und von dort weiter nach Milwaukee führt.
Mit dem Boscobel Airport befindet sich in der Kleinstadt Boscobel ein kleiner Flugplatz (rund 15 km nordöstlich der Town of Woodman). Die nächsten Verkehrsflughäfen sind der Dubuque Regional Airport in Iowa (rund 100 km südlich) und der Dane County Regional Airport in Wisconsins Hauptstadt Madison (rund 140 km östlich).

## Bevölkerung
Nach der Volkszählung im Jahr 2010 lebten in der Town of Woodman 185 Menschen in 77 Haushalten. Die Bevölkerungsdichte betrug 2,7 Einwohner pro Quadratkilometer. In den 77 Haushalten lebten statistisch je 2,4 Personen.
Ethnisch betrachtet bestand die Bevölkerung mit drei Ausnahmen nur aus Weißen. Unabhängig von der ethnischen Zugehörigkeit waren 0,5 Prozent (eine Person) der Bevölkerung spanischer oder lateinamerikanischer Abstammung.
21,6 Prozent der Bevölkerung waren unter 18 Jahre alt, 64,3 Prozent waren zwischen 18 und 64 und 14,1 Prozent waren 65 Jahre oder älter. 43,2 Prozent der Bevölkerung war weiblich.
Das mittlere jährliche Einkommen eines Haushalts lag bei 36.719 USD. Das Pro-Kopf-Einkommen betrug 26.407 USD. 24,7 Prozent der Einwohner lebten unterhalb der Armutsgrenze.

## Ortschaften in der Town of Woodman
Auf dem Gebiet der Town of Woodman befinden sich neben Streubesiedlung keine weiteren Siedlungen.